# DLX4
DLX4 (англ. Distal-less homeobox 4) – білок, який кодується однойменним геном, розташованим у людей на короткому плечі 17-ї хромосоми. Довжина поліпептидного ланцюга білка становить 240 амінокислот, а молекулярна маса — 26 263.
| 10         |  | 20         |  | 30         |  | 40         |  | 50         |
| ---------- |  | ---------- |  | ---------- |  | ---------- |  | ---------- |
| MTSLPCPLPG |  | RDASKAVFPD |  | LAPVPSVAAA |  | YPLGLSPTTA |  | ASPNLSYSRP |
| YGHLLSYPYT |  | EPANPGDSYL |  | SCQQPAALSQ |  | PLCGPAEHPQ |  | ELEADSEKPR |
| LSPEPSERRP |  | QAPAKKLRKP |  | RTIYSSLQLQ |  | HLNQRFQHTQ |  | YLALPERAQL |
| AAQLGLTQTQ |  | VKIWFQNKRS |  | KYKKLLKQNS |  | GGQEGDFPGR |  | TFSVSPCSPP |
| LPSLWDLPKA |  | GTLPTSGYGN |  | SFGAWYQHHS |  | SDVLASPQMM |  |            |

A: Аланін

C: Цистеїн

D: Аспарагінова кислота

E: Глутамінова кислота

F: Фенілаланін

G: Гліцин

H: Гістидин

I: Ізолейцин

K: Лізин

L: Лейцин

M: Метіонін

N: Аспарагін

P: Пролін

Q: Глутамін

R: Аргінін

S: Серин

T: Треонін

V: Валін

W: Триптофан

Кодований геном білок за функцією належить до білків розвитку. 
Задіяний у такому біологічному процесі, як альтернативний сплайсинг. 
Білок має сайт для зв'язування з ДНК. 
Локалізований у ядрі.